# Paul B. Sturtevant
Paul B. Sturtevant (født 4. september 1981 i Springfield, Virginia) er en amerikansk historiker, forfatter og middelalderforsker med en ph.d.-grad fra University of Leeds (2010), som han opnåede gennem en afhandling inden for hovedemnet, middelalderen. Han er desuden chefredaktør og grundlægger af onlinemagasinet The Public Medievalist, der indeholder offentligt tilgængelige artikler om middelalderhistorie for interesserede læsere og har desuden skabt en podcast med samme navn.
Sturtevant har været politologisk skribent for den amerikanske avis The Washington Post adskillige gange. Hans fokus i de senere år har været på politikeres brug af ordet "middelalderlig" til promovering af deres politik, hvad enten det er republikanere eller demokrater. Tidligere præsident Donald Trump har brugt ordet “middelaldermur” som et positivt ladet ord, mens demokratiske politikere som Chuck Schumer og Hakeem Jeffries ser ordet som noget negativt. Ifølge Sturtevant er begge holdninger et udtryk for en historisk misforståelse, der skyldes en politisk kommunikationsbrist, i hvilken en forkert brug af begrebet “middelalder” anvendes.
I sine andre værker har Sturtevant undersøgt humanvidenskabens krise, lavet en undersøgelse af udviklingen af sundhedsloven Obamacare, og nærstuderet den amerikanske barbecues historiske udvikling .
Han har medvirket i flere dokumentarudsendelser (eksempelvis på BBC) og i lignende podcasts.

## Forskning og arbejde
Som videnskabsmand har Paul B. Sturtevant sin ekspertise inden for historie, uformel læring, undervisning and øvelser, kvalitativ forskning og Visitor Studies. Som ekspert på disse områder fik Sturtevant en midlertidig kontrakt som forsker på Smithsonian Organization and Audience Research fra 2013-17 og blev ansat på fuld tid af organisationen i 2017.
Paul B. Sturtevant fik udgivet sin første bog, The Middle Ages in Popular Imagination: Memory, Film and Medievalism i 2018. Med egne ord var hans formål med bogen at fremvise, "hvordan den almene forståelse af middelalderen er formet af dyre filmproduktioner” ved hjælp af kvalitative metoder anvendt på mindre fokusgrupper; i dette tilfælde på såkaldt ikke-historieuddannede voksne fra Storbritannien. De fleste af deltagerne skelnede mellem udtrykket "middelalder", som de anså for at være en virkelig historisk periode og udtrykket "middelalderlig", som de forbandt med "en opstillet ramme inden for fantasy og legender".
Sturtevants tese var imidlertid, at alt, hvad der blev betegnet som "middelalderligt", skulle få fokusgrupperne til at få en bedre forståelse af den virkelige middelalder. Casestudiet var filmene Kingdom of Heaven (2005), Beowulf (2007), og den tredje Ringenes Herre-film Kongen vender tilbage (2003). Sturtevant opdagede, at "der ikke syntes at være megen læring fra én film isoleret, men langt mere indlæring, når man undersøgte flere sammenhængende film i en hel serie." Han fandt endvidere ud af, at deltagerne ændrede deres opfattelse af visse middelalderaspekter, f.eks. at verden var mere baseret på søfart end de oprindeligt troede. Forsøgspersonerne udviste desuden generel foragt for middelalderreligion og for den "blinde tro" hos middelalderens analfabeter. På denne baggrund konkluderede Sturtevant i sin bog: "Hvis vi skiller os ud fra vores historiske forfædre ved hjælp af denne målestok, og ser dem som 'de andre' eller endda 'mindreværdige' pga. deres religiøse overbevisning, er der ikke meget, der forhindrer os i at gøre det samme over for nulevende mennesker med andre religioner."
I hans anden bog, The Devil’s Historians: How Modern Extremists Abuse the Medieval Past (2020) skrevet sammen med Amy S. Kaufman, undersøgte forskerne de mest almindelige myter om middelalderen og skitserede, hvordan politiske ekstremister har brugt disse myter som et middel til at retfærdiggøre deres had over for andre grupper, hvad enten det er ved at fremme kolonialisme, imperialisme, slaveri, ultranationalisme eller blot at genbruge og dyrke ekstreme fantasier.
På nuværende tidspunkt arbejder Sturtevant på en ny bog med arbejdstitlen The Tabletop Historian's Guide to the Middle Ages. Bogen er en guide til middelalderens virkelige verden og primært rettet mod rollespillere og Dungeons & Dragons-sammenhænge.